# Cladocolea micrantha
Cladocolea micrantha är en tvåhjärtbladig växtart som först beskrevs av August Wilhelm Eichler, och fick sitt nu gällande namn av J. Kuijt. Cladocolea micrantha ingår i släktet Cladocolea och familjen Loranthaceae. Inga underarter finns listade i Catalogue of Life.